# Södra Hedetjärnet
Södra Hedetjärnet är en sjö i Bengtsfors kommun i Dalsland och ingår i Göta älvs huvudavrinningsområde. Sjön har en area på 0,077 kvadratkilometer och ligger 143,1 meter över havet.

## Delavrinningsområde
Södra Hedetjärnet ingår i det delavrinningsområde (652889-129805) som SMHI kallar för Utloppet av Rännen. Medelhöjden är 181 meter över havet och ytan är 20,54 kvadratkilometer. Det finns inga avrinningsområden uppströms utan avrinningsområdet är högsta punkten. Vattendraget som avvattnar avrinningsområdet har biflödesordning 4, vilket innebär att vattnet flödar genom totalt 4 vattendrag innan det når havet efter 185 kilometer. Avrinningsområdet består mestadels av skog (86 procent). Avrinningsområdet har 0,66 kvadratkilometer vattenytor vilket ger det en sjöprocent på 3,2 procent.